# Sistemes d'equacions algebraiques diferencials
En matemàtiques, un sistema d'equacions algebraiques diferencials (DAE) és un sistema d'equacions que conté equacions diferencials i equacions algebraiques, o bé és equivalent a aquest sistema.
El conjunt de les solucions d'aquest sistema és una varietat algebraica diferencial, i correspon a un ideal en una àlgebra diferencial de polinomis diferencials.
En el cas univariant, un DAE de la variable t es pot escriure com una única equació de la forma
{\displaystyle F({\dot {x}},x,t)=0,}
on {\displaystyle x(t)} és un vector de funcions desconegudes i el sobrepunt denota la derivada temporal, és a dir, {\displaystyle {\dot {x}}={\frac {dx}{dt}}}.
Es diferencien de l'equació diferencial ordinària (ODE) en què un DAE no és completament resoluble per a les derivades de totes les components de la funció x perquè poden no aparèixer totes (és a dir, algunes equacions són algebraiques); tècnicament, la distinció entre un sistema ODE implícit [que es pot fer explícit] i un sistema DAE és que la matriu jacobiana {\displaystyle {\frac {\partial F({\dot {x}},x,t)}{\partial {\dot {x}}}}} és una matriu singular per a un sistema DAE. Aquesta distinció entre ODE i DAE es fa perquè els DAE tenen característiques diferents i, en general, són més difícils de resoldre.
En termes pràctics, la distinció entre DAE i ODE és sovint que la solució d'un sistema DAE depèn de les derivades del senyal d'entrada i no només del senyal en si com en el cas de les EDO; aquest problema es troba habitualment en sistemes no lineals amb histèresi, com el disparador de Schmitt.
Aquesta diferència és més clarament visible si el sistema es pot reescriure de manera que en comptes de x considerem un parell {\displaystyle (x,y)} de vectors de variables dependents i el DAE té la forma
{\displaystyle {\begin{aligned}{\dot {x}}(t)&=f(x(t),y(t),t),\\0&=g(x(t),y(t),t).\end{aligned}}}
on {\displaystyle x(t)\in \mathbb {R} ^{n}}, {\displaystyle y(t)\in \mathbb {R} ^{m}}, {\displaystyle f:\mathbb {R} ^{n+m+1}\to \mathbb {R} ^{n}} i {\displaystyle g:\mathbb {R} ^{n+m+1}\to \mathbb {R} ^{m}.}
Un sistema DAE d'aquesta forma s'anomena semi-explícit. Cada solució de la segona meitat g de l'equació defineix una direcció única per a x a través de la primera meitat f de les equacions, mentre que la direcció de y és arbitrària. Però no tots els punts (x,y,t) són una solució de g. Les variables de x i la primera meitat f de les equacions obtenen el diferencial d'atribut. Les components de y i la segona meitat g de les equacions s'anomenen variables algebraiques o equacions del sistema. [El terme algebraic en el context dels DAE només significa lliure de derivades i no està relacionat amb àlgebra (abstracta).]
La solució d'un DAE consta de dues parts, primer la recerca de valors inicials consistents i segon el càlcul d'una trajectòria. Per trobar valors inicials consistents sovint és necessari tenir en compte les derivades d'algunes de les funcions components del DAE. L'ordre més alt d'una derivada que és necessària per a aquest procés s'anomena índex de diferenciació. Les equacions derivades en el càlcul de l'índex i els valors inicials consistents també poden ser útils en el càlcul de la trajectòria. Un sistema DAE semi-explícit es pot convertir en un implícit disminuint l'índex de diferenciació en un, i viceversa.

## Exemple
El comportament d'un pèndol de longitud L amb centre en (0,0) en coordenades cartesianes ( x, y ) es descriu per les equacions d'Euler-Lagrange
{\displaystyle {\begin{aligned}{\dot {x}}&=u,&{\dot {y}}&=v,\\{\dot {u}}&=\lambda x,&{\dot {v}}&=\lambda y-g,\\x^{2}+y^{2}&=L^{2},\end{aligned}}}
on {\displaystyle \lambda } és un multiplicador de Lagrange. Les variables de moment u i v haurien d'estar limitades per la llei de conservació de l'energia i la seva direcció hauria d'apuntar al llarg del cercle. Cap condició és explícita en aquestes equacions. La diferenciació de l'última equació condueix a
{\displaystyle {\begin{aligned}&&{\dot {x}}\,x+{\dot {y}}\,y&=0\\\Rightarrow &&u\,x+v\,y&=0,\end{aligned}}}
restringint la direcció del moviment a la tangent de la circumferència. La següent derivada d'aquesta equació implica
{\displaystyle {\begin{aligned}&&{\dot {u}}\,x+{\dot {v}}\,y+u\,{\dot {x}}+v\,{\dot {y}}&=0,\\\Rightarrow &&\lambda (x^{2}+y^{2})-gy+u^{2}+v^{2}&=0,\\\Rightarrow &&L^{2}\,\lambda -gy+u^{2}+v^{2}&=0,\end{aligned}}}
i la derivada d'aquesta darrera identitat es simplifica a {\displaystyle L^{2}{\dot {\lambda }}-3gv=0} que implica la conservació de l'energia ja que després de la integració la constant {\displaystyle E={\tfrac {3}{2}}gy-{\tfrac {1}{2}}L^{2}\lambda ={\frac {1}{2}}(u^{2}+v^{2})+gy} és la suma de l'energia cinètica i potencial.
Per obtenir valors derivats únics per a totes les variables dependents, l'última equació es va diferenciar tres vegades. Això dóna un índex de diferenciació de 3, que és típic dels sistemes mecànics restringits.
Si els valors inicials {\displaystyle (x_{0},u_{0})} i es donen un signe per a y, les altres variables es determinen mitjançant {\displaystyle y=\pm {\sqrt {L^{2}-x^{2}}}}, i si {\displaystyle y\neq 0} aleshores {\displaystyle v=-ux/y} i {\displaystyle \lambda =(gy-u^{2}-v^{2})/L^{2}}. Per passar al punt següent n'hi ha prou amb obtenir les derivades de x i u, és a dir, el sistema a resoldre és ara
{\displaystyle {\begin{aligned}{\dot {x}}&=u,\\{\dot {u}}&=\lambda x,\\[0.3em]0&=x^{2}+y^{2}-L^{2},\\0&=ux+vy,\\0&=u^{2}-gy+v^{2}+L^{2}\,\lambda .\end{aligned}}}
Aquest és un DAE semi-explícit d'índex 1. Es pot obtenir un altre conjunt d'equacions semblants a partir de {\displaystyle (y_{0},v_{0})} i un signe per a x.
Els DAE també es produeixen de manera natural en el modelatge de circuits amb dispositius no lineals. L'anàlisi nodal modificada que empra DAE s'utilitza, per exemple, a la omnipresent família de simuladors de circuits numèrics SPICE. De la mateixa manera, el paquet Analog Insydes Mathematica de Fraunhofer es pot utilitzar per derivar DAE d'una llista de xarxes i després simplificar o fins i tot resoldre les equacions simbòlicament en alguns casos. Val la pena assenyalar que l'índex d'un DAE (d'un circuit) es pot fer arbitràriament alt mitjançant la connexió/acoblament en cascada mitjançant condensadors amplificadors operacionals amb retroalimentació positiva.